# Pilea lokohensis
Pilea lokohensis är en nässelväxtart som beskrevs av Jacques Désiré Leandri. Pilea lokohensis ingår i släktet pileor, och familjen nässelväxter. Inga underarter finns listade i Catalogue of Life.